# Gabriel Ruhumbika
Gabriel Ruhumbika (Île Oukéréoué, 1938) est un écrivain, traducteur et académique tanzanien.
Il étudie à l'Université Makerere en Ouganda, avec un doctorat à l'Université Paris-Sorbonne. Il a été lecteur dans plusieurs universités comme l'Université de Dar es Salaam (1970 -1985) ou la  Hampton University (1985-1992) Depuis 1992, il est professeur de littérature comparée à l'Université de Géorgie 

## Œuvre
- Village in Uhuru, 1969
- Miradi Bubu ya Wazalendo, 1991
- Janga Sugu la Wazawa, 2002